# Koukoulion

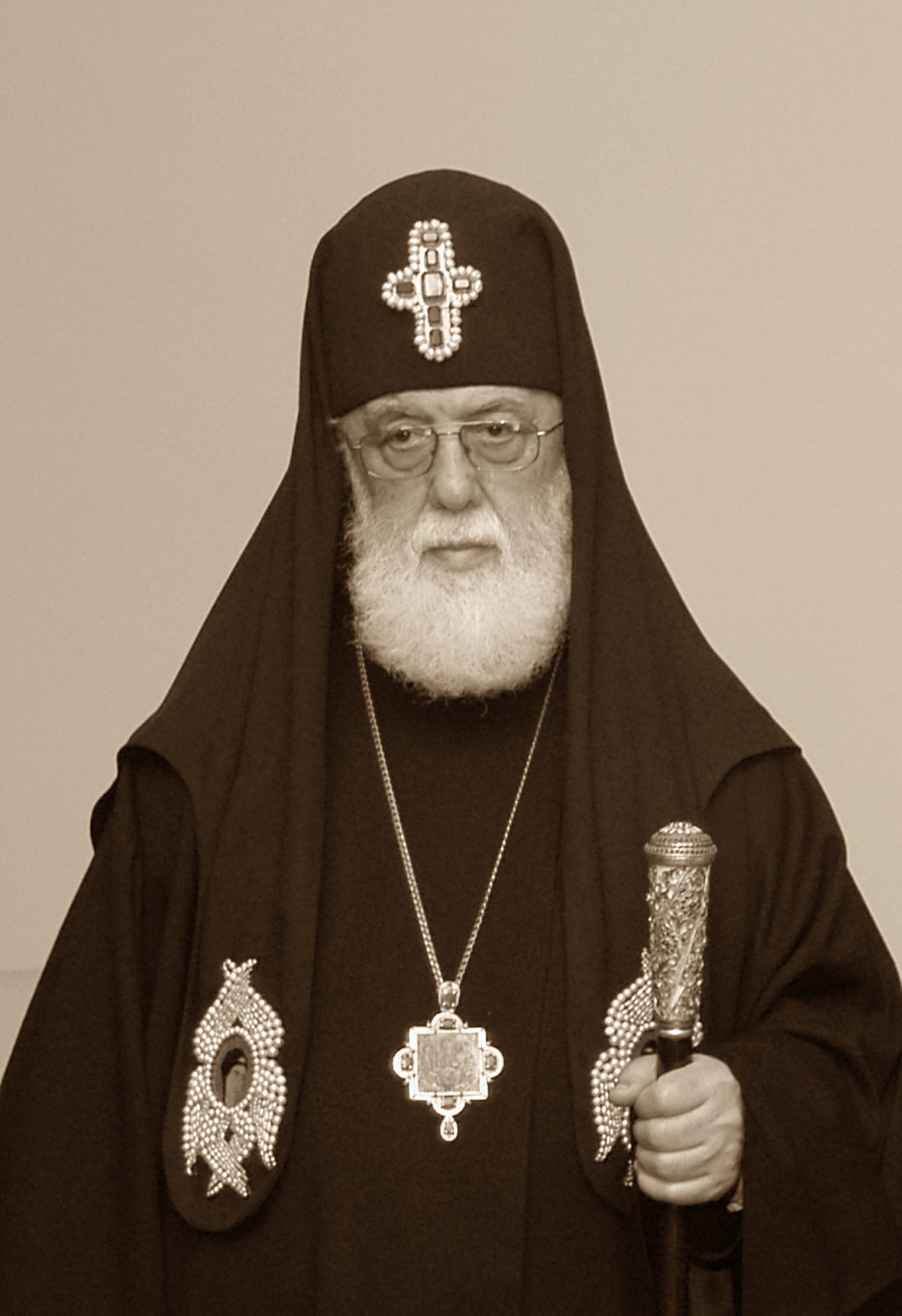
Elia II, catholicos di tutta la Georgia indossa un koukoulion.

Il koukoulion (in greco  κουκούλιον?) è un copricapo tradizionale indossato dai monaci della Chiesa ortodossa, compresi alcuni vescovi e patriarchi orientali cattolici.

## Storia
Simile al cappuccio occidentale, era il copricapo indossato dai monaci ortodossi. È raffigurato indossato dall'imperatore Michele IV il Paflagone, morto monaco, durante la Battaglia delle Scilitze di Madrid.
I monaci ortodossi medievali non avevano abiti e uniformi specifici legati agli ordini come in Occidente, ma ogni monastero stabiliva le proprie regole. I monaci indossavano un semplice copricapo, spesso fatto di tessuti grezzi e modesti, chiamato koukoulion.

## Vedi anche
- Epanokalimavkion

## Galleria d'immagini

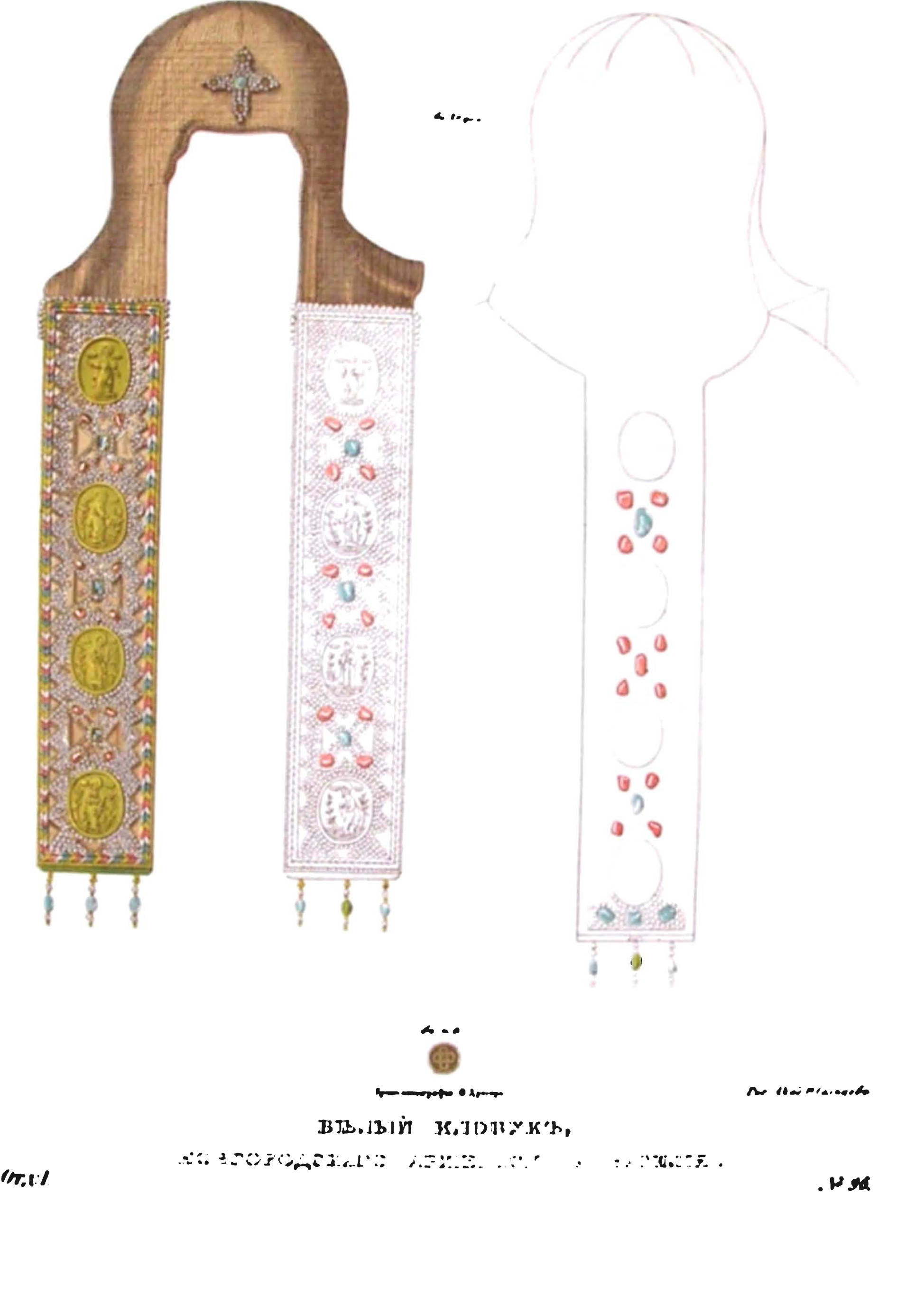
Il koukoulion bianco di  Vasilii Kalika, arcivescovo di Novgorod.
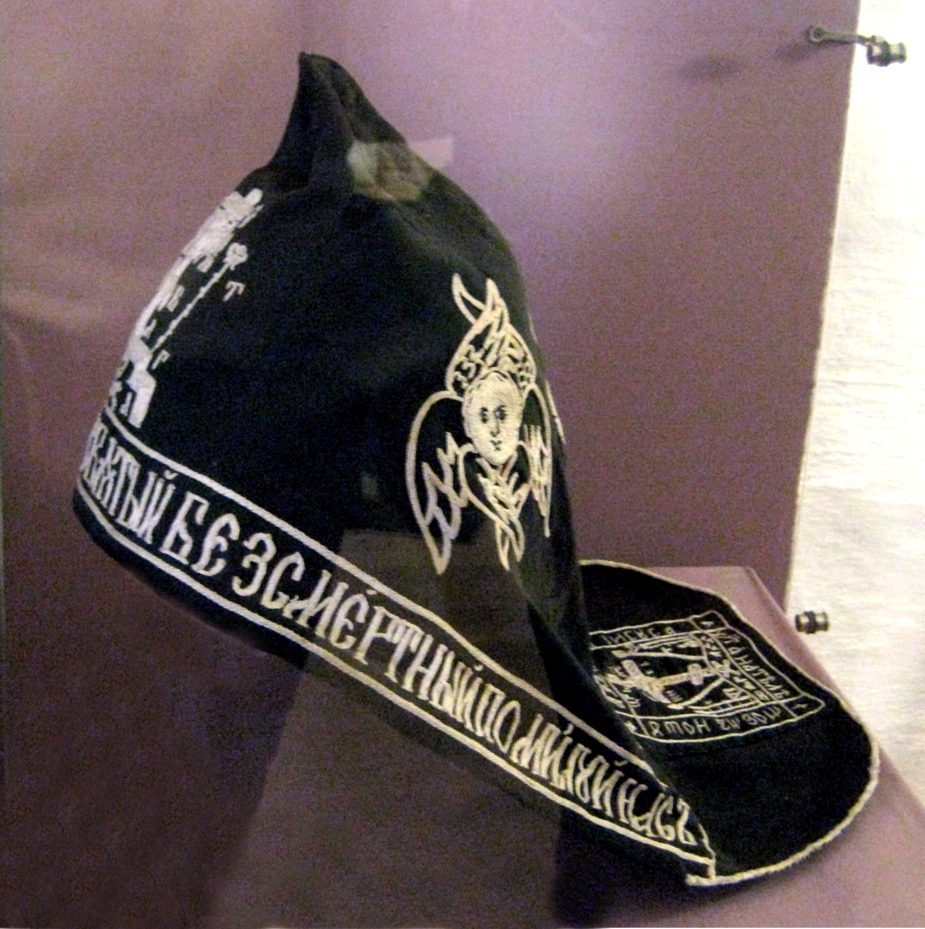
Koukoulion del 19° secolo prensente nel Monastero di San Cirillo di Beloozero.